# Pferdepalisadenwurm
Der Pferdepalisadenwurm (Strongylus vulgaris) ist ein Endoparasit, der im Dickdarm von Pferd, Esel, Maultier und Zebra lebt. Er zählt zu den Rundwürmern und zur Parasitengruppe der großen Strongyliden. Von den Palisadenwürmern sind etwa 50 Arten beim Pferd bekannt. Er entwickelt sich teilweise im Freien und wird ohne Zwischenwirt direkt vom Wirt oral aufgenommen.

## Merkmale
Das Männchen erreicht eine Größe von 1,9 cm, das Weibchen eine Größe von bis zu 2,5 cm.

## Lebenszyklus
Die infektiöse Larve wird mit der Nahrung aufgenommen. In Blind- und Dickdarm bohren sich die Larven dann in die untere Darmschleimhaut ein und entwickeln sich dort in den Darmarterien zum adulten Tier. Nach dieser Entwicklung wandern sie zurück in den Darm. Dort werden erneut Eier gebildet, die dann mit dem Kot ausgeschieden werden. Dort entwickelt sich die Larve bis zu ihrem dritten Juvenilstadium.

## Schadwirkung
Durch einen Massenbefall der Larven in den Darmarterien kommt es zu Gefäßerweiterungen. Es kann dort zu Blutgerinnseln führen. Da der Pferdepalisadenwurm Blut saugt, kann es auch dadurch zu Schädigungen kommen. Allerdings treten meist nur geringe Entzündungen auf.
Die Larven der kleinen Strongyliden (Cyathostominae) verkapseln sich während der Wintermonate, danach kann es zum Massenbefall (simultanes Auswandern, sog. larvale Cyathostominose) kommen mit Koliken, Durchfall und Abmagerung – es treten schwerwiegende Schleimhauterosionen im Dick- und Blinddarm auf.

## Behandlung und Bekämpfung
Oral zu verabreichende Anthelminthika (Wurmmittel) zeigen unterschiedliche Wirksamkeit. Manche Substanzen können das verkapselte Stadium nicht bekämpfen, gegen andere (Benzimidazole) haben die Parasiten bereits Resistenzen entwickelt.
Man versucht, die Übertragung durch Hygiene (Kot entfernen, Weide wechseln) zu begrenzen, jedoch sind auch Wildtiere Träger. Pferde haben sehr unterschiedliche Befallsintensitäten, die meisten sind Träger, bestimmte und besonders ältere Pferde scheiden jedoch wesentlich mehr Eier aus als andere. Man versucht, Resistenzentwicklung zu vermindern, indem man nur den Tieren Wurmmittel verabreicht, die eine bestimmte Eierkonzentration im Kot überschreiten (z. B. 200 pro Gramm).